# Дудин, Владимир Михайлович
Влади́мир Миха́йлович Ду́дин (13 декабря 1941, Грибановский район, Воронежская область — март 2017) — советский легкоатлет, специалист по стипльчезу. Выступал за сборную СССР по лёгкой атлетике в 1969—1976 годах, обладатель бронзовой медали чемпионата Европы, победитель Кубка Европы, победитель и призёр первенств всесоюзного значения, бывший рекордсмен мира в беге на 3000 метров с препятствиями, действующий национальный рекордсмен Литвы. Мастер спорта СССР международного класса.

## Биография
Родился 13 декабря 1941 года в селе Демидово Верхне-Карачанского района Воронежской области.
Начал серьёзно заниматься лёгкой атлетикой в 1964 году во время учёбы в Рязанском высшем воздушно-десантном командном училище. Будучи военнослужащим, в разное время тренировался в Каунасе, Минске, Вильнюсе. Был подопечным заслуженного тренера СССР Александра Фёдоровича Агрызкина.
Впервые заявил о себе в сезоне 1969 года, когда на чемпионате СССР в Киеве превзошёл всех соперников в беге на 3000 метров с препятствиями, установив при этом новый мировой рекорд — 8.22,2 (до настоящего времени этот результат также остаётся национальным рекордом Литвы). Попав в состав советской сборной, выступил на чемпионате Европы в Афинах, где в той же дисциплине завоевал бронзовую медаль.
В 1970 году выиграл стипльчез на Кубке Европы в Стокгольме.
В 1971 году стал бронзовым призёром на чемпионате страны в рамках V летней Спартакиады народов СССР в Москве, занял девятое место на чемпионате Европы в Хельсинки.
Оставался действующим спортсменом вплоть до 1976 года.
За выдающиеся спортивные достижения удостоен почётного звания «Мастер спорта СССР международного класса».
Помимо Рязанского десантного училища окончил также Литовский институт физической культуры (1974).
Участвовал в соревнованиях по лёгкой атлетике в качестве арбитра, судья всесоюзной категории. Подполковник в отставке.
Впоследствии с семьёй проживал на малой родине в селе Верхний Карачан Грибановского района Воронежской области. Жена — Регина Иосифовна Лазуткайте. Двое сыновей, пять внуков. В 2016 году супруги справили золотую свадьбу.
Почётный гражданин Грибановского района.
Умер в марте 2017 года в возрасте 75 лет. Ныне в селе Средний Карачан Грибановского района установлена мемориальная доска В. М. Дудина.